# Verein für kontrollierte alternative Tierhaltungsformen
Der Verein für kontrollierte alternative Tierhaltungsformen e.V. (KAT) wurde 1995 gegründet, er hat seinen Sitz in Bonn. Mitglieder des Vereins sind Betriebe sowie natürliche oder juristische Personen, die Erzeugnisse des Geflügelsektors herstellen, vermarkten, bewerben oder vertreiben. Vereinsziel ist „eine lückenlose Kontrolle und Überwachung von Eiern aus Boden- und Freilandhaltung und aus ökologischer Erzeugung“. Nach eigenem Verständnis ist der Verein „die wichtigste Kontrollinstanz für die Herkunftssicherung und Rückverfolgung von Eiern aus alternativen Hennenhaltungssystemen in Deutschland und den benachbarten EU-Ländern“.
Die Überprüfung der Kennzeichnung von Hühnereiern wird durch KAT organisiert. Grundlage des KAT-Kontrollsystems sind neben den EG-Vermarktungsnormen für Eier alle weiteren von der EU festgelegten Richtlinien und Verordnungen sowie die Bestimmungen der deutschen Tierschutz-Nutztierhaltungsverordnung. Die Kontrollen und Audits in den jeweiligen Stufen (Futtermittelwerke, Legebetriebe, Eierpackstellen) erfolgen ausschließlich in Koordination mit nach DIN EN ISO 17065 akkreditierten Zertifizierungsstellen.
Die Mitgliedschaft in der Organisation ist für Betriebe nicht verpflichtend. Der Verein führt eine Liste über teilnehmende Betriebe.